# Gigantomachia (manga)
Gigantomachia (jap. ギガントマキア Gigantomakia) – manga autorstwa Kentarō Miury, publikowana na łamach magazynu „Young Animal” wydawnictwa Hakusensha od listopada 2013 do marca 2014. Polski przekład mangi ukazał się nakładem wydawnictwa Japonica Polonica Fantastica.

## Fabuła
Historia rozgrywa się 100 milionów lat w przyszłości po wydarzeniu zwanym Wielkim Zniszczeniem. Pustkowia zamieszkują ogromne robakopodobne potwory, wykorzystywane przez Imperium Olimpu w epickiej wojnie z Alkyoneusem i jego siłami. Gladiator Delos, mistyczna Prome i tytan Gohra mają za zadanie zakończyć rozlew krwi i uzdrowić planetę.

## Publikacja
Licząca 6 rozdziałów manga, ukazywała się w magazynie „Young Animal” od 22 listopada 2013 do 14 lutego 2014. Dodatkowo, 14 marca 2014 został opublikowany rozdział bonusowy. Wydawnictwo Hakusensha zebrało wszystkie rozdziały w jednym tankōbonie, wydanym 29 lipca 2014.
W Polsce manga ukazała się w 2018 roku nakładem wydawnictwa Japonica Polonica Fantastica.